# Ecobici

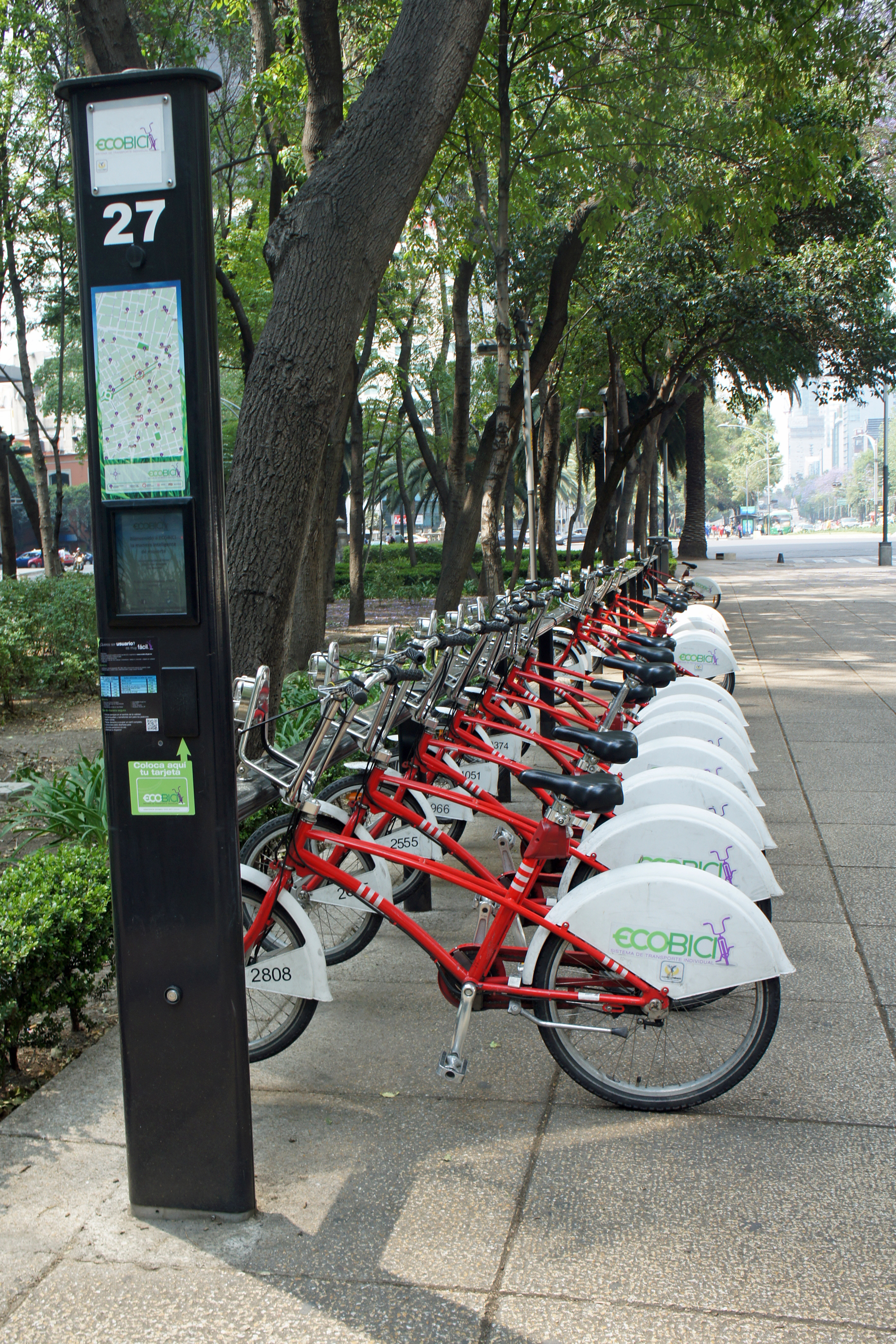
Une station de location Ecobici à Paseo de la Reforma.

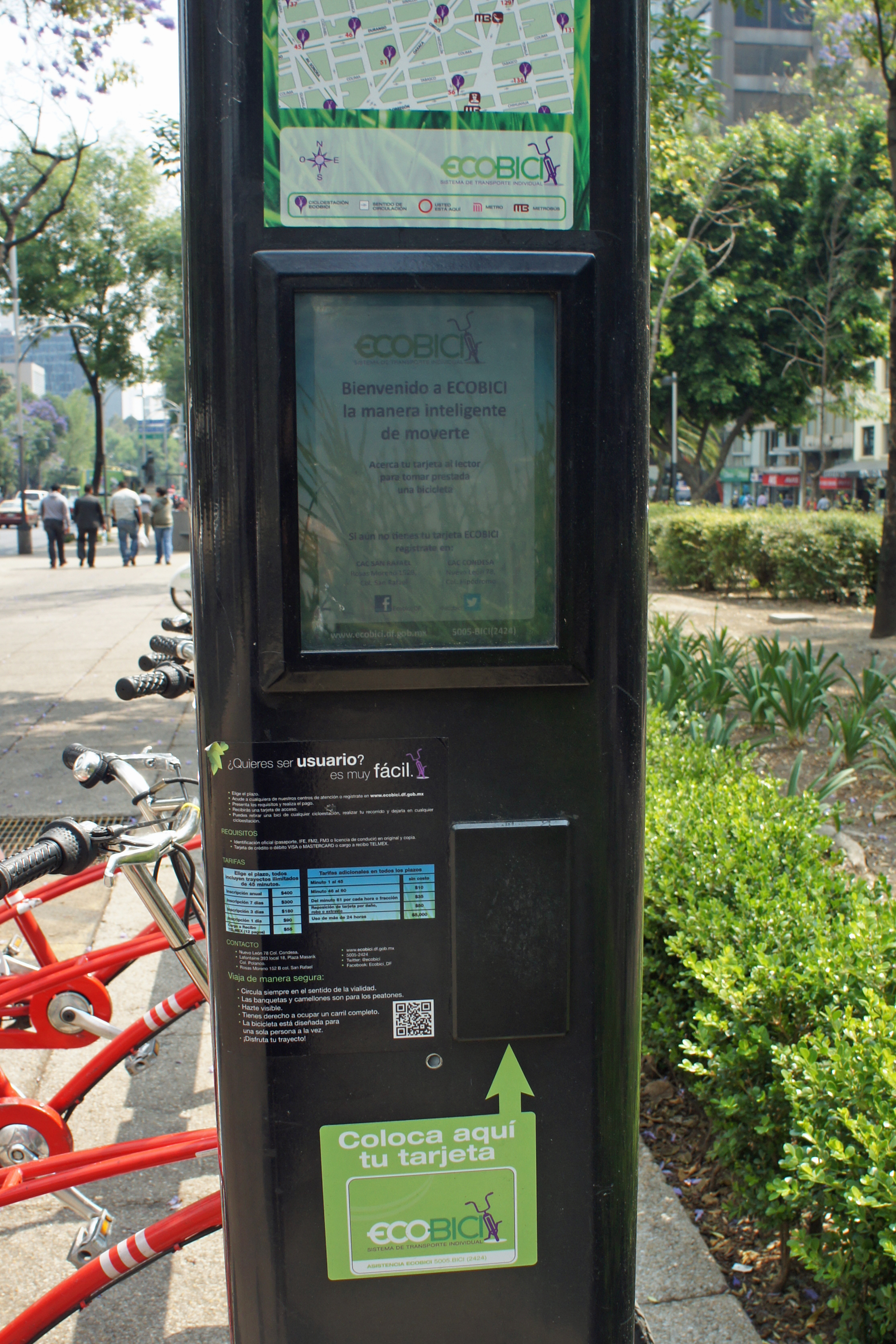
Un kiosque de paiement à une station de location

Ecobici est un système de location de bicyclettes établi en février 2010 par le gouvernement de Mexico. Lancé avec 85 stations d'accueil et 1 000 bicyclettes reconnaissables à leur couleur rouge et blanche, le réseau s'est étendu et, en septembre 2013, il comporte 276 stations et 4 000 bicyclettes. Depuis 2019, les vélos et les stations d'accueil sont fournis par PBSC Solutions Urbaines.

## Description
Avant, le système était géré par la compagnie privée Clear Channel, mais est financé par le gouvernement grâce à un investissement initial de 75 millions de pesos (environ 5 750 000 dollars américains). En achetant une carte RFID au prix de 400 pesos (30 dollars), les utilisateurs ont accès aux bicyclettes pendant un an. Pour les touristes, une carte de 7 jours peut être obtenue pour 300 pesos, une carte de 3 jours pour 180 pesos, et une carte d'un seul jour pour 90 pesos. L'utilisation des bicyclettes est gratuite pendant les 45 premières minutes, un supplément s'applique pour l'utilisation au-delà de cette limite.
De septembre à décembre 2012, le système s'est étendu d'une superficie de 6,8 km2 à 21 km2, ce qui amène le nombre d'utilisateurs estimés de 30 000 en septembre 2012 à 100 000. Et, en effet, les statistiques d'août 2013 montrent 95 780 membres inscrits ; le nombre d'utilisateurs journalier s'est établi en moyenne à 25 000 contre 14 000 en décembre 2012, le nombre d'utilisateurs par mois étant de 400 000.
En octobre 2013, le système couvrait les endroits suivants:
- Centre historique de Mexico
- une partie de Colonia Guerrero
- Colonia Tabacalera
- Colonia San Rafael
- Colonia Cuauhtémoc
- Colonia Juárez incluant la Zona Rosa
- Colonia Roma Norte and Colonia Roma Sur
- Condesa
- San Miguel Chapultepec
- Escandón
- Anzures
- Polanco

En février 2014, le système a été étendu (phase IV) avec 2 600 bicyclettes en plus et 170 nouvelles stations dans l'arrondissement de Benito Juárez, dans l'espace bordé par Viaducto, Avenida Cuauhtémoc, Circuito Interior et Avenida Revolución, couvrant les colonies :
- Acacias
- Ciudad de los Deportes
- Del Valle Centro, Norte, and Sur
- Extremadura Insurgentes
- Nochebuena
- Nápoles
- Narvarte
- San Pedro de los Pinos
- Xoco